# Ібрагім Васіф
Ібрагім Васіф (4 листопада 1908 — 17 травня 1975) — єгипетський важкоатлет.
Бронзовий призер Олімпійських Ігор 1936 року в напівважкій вазі.